# 306-та піхотна дивізія (Третій Рейх)
306-та піхотна дивізія (нім. 306. Infanterie-Division) — бойове з'єднання Вермахту, як стандартна піхотна дивізія, сформована до 15 листопада 1940 року в 6-му військовому окрузі.

## Організація
- 579-й піхотний полк
- 580-й піхотний полк
- 581-й піхотний полк
- 306-й артилерійський полк

## Командири
- Генерал-лейтенант Ганс фон Зоммерфельд (нім. Hans von Sommerfeld; 15 листопада 1940 — 31 жовтень 1942)
- Генерал артилерії Георг Пфайффер (нім. Georg Pfeiffer; 1 листопада 1942 — 20 лютий 1943)
- Генерал-лейтенант Теобальд Ліб (нім. Theobald Lieb; 21 лютого — 29 березень 1943)
- Генерал кавалерії Карл-Ерік Келер (нім. Carl-Erik Koehler; 30 березня —31 грудня 1943)
- Генерал-майор Карл Бер (нім. Karl Bär; 1 січня — 11 грудень 1944)
- Генерал кавалерії Карл-Ерік Келер (нім. Carl-Erik Koehler; 12 січня — жовтень 1944)